# Ptychohyla salvadorensis
Ptychohyla salvadorensis är en groddjursart som först beskrevs av Mertens 1952.  Ptychohyla salvadorensis ingår i släktet Ptychohyla och familjen lövgrodor. IUCN kategoriserar arten globalt som starkt hotad. Inga underarter finns listade i Catalogue of Life.